# Cristofano Allori

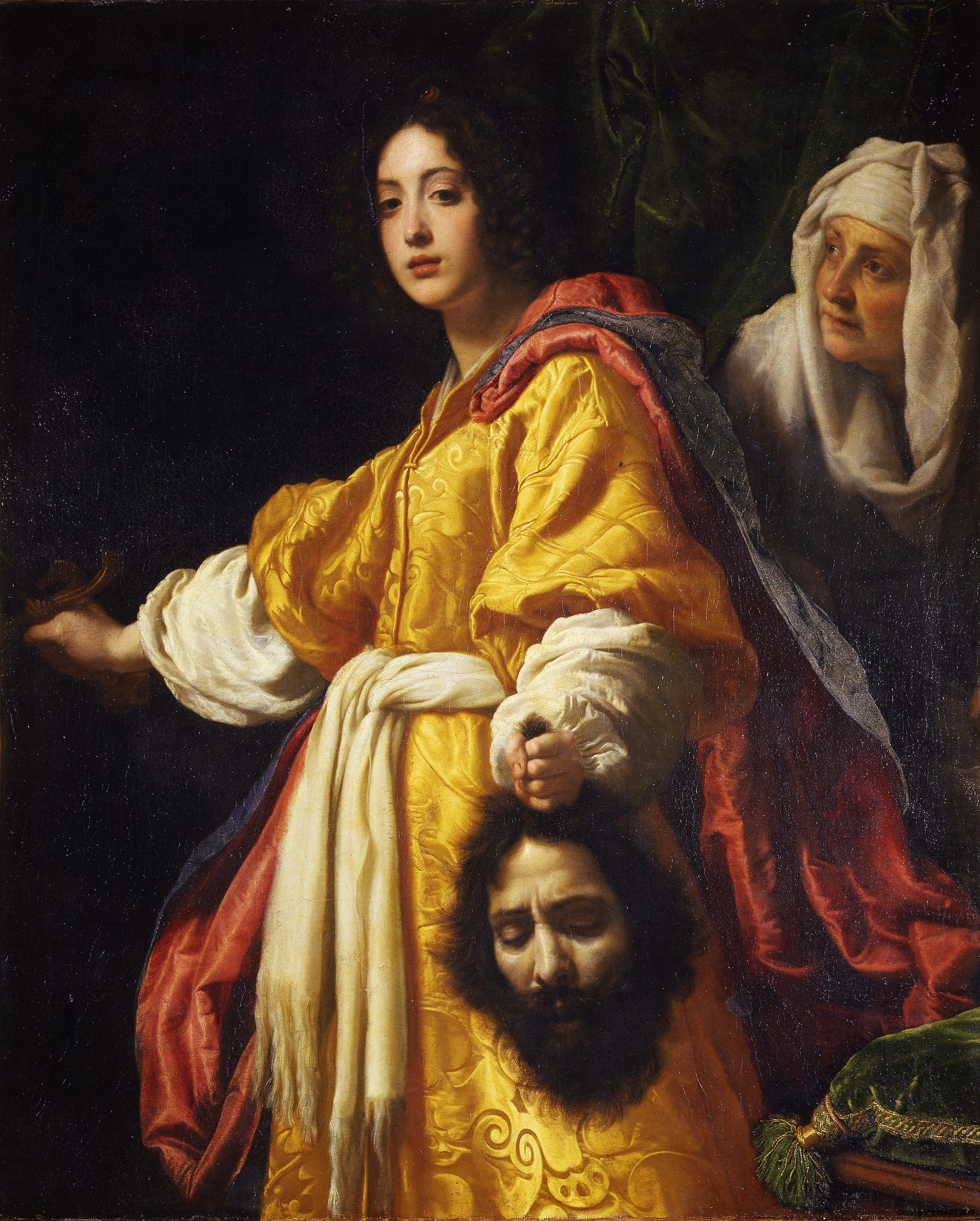
Cristofano Allori: Judith mit dem Haupt des Holofernes

Cristofano Allori, auch Bronzino der Jüngere (* 17. Oktober 1577 in Florenz; † 2. April 1621 ebenda) war ein italienischer Maler.

## Leben und Werk
Alloris Vater Alessandro Allori war neben Santi di Tito auch Lehrer seines Sohnes. In seiner Entwicklung entfernte sich Allori allerdings von Manierismus, dem sein Vater angehörte, und öffnete sich der Bologneser Schule. Er malte Altarbilder für florentinische Kirchen und zahlreiche Bildnisse. Sein Hauptwerk ist Judith mit dem Haupte des Holofernes, welches eine für ihn verhängnisvolle Leidenschaft symbolisiert. Von diesem Werk existieren mehrere Kopien, eine im Palazzo Pitti in Florenz (um 1610, Öl auf Leinwand) und eine in der Queen’s Gallery im Buckingham Palace in London (um 1613, Öl auf Leinwand). Weitere Kopien befinden sich in der Gemäldegalerie Berlin sowie im Kunsthistorischen Museum in Wien.
Allori arbeitete an jedem seiner Bilder mit großer Sorgfalt, wie seine zahlreichen Skizzen und die Feinheit der Detailzeichnung belegen. Die stete Schulung an Vorbildern wie Antonio da Correggio, Lodovico Cigoli und auch Santi di Tito verband er mit einem intensiven, oft monatelangen Modell- und Naturstudium. Solche Gründlichkeit verhinderte zwar ein umfangreicheres Schaffen, befähigte den Maler aber zu so hervorragenden Leistungen wie der Judith mit dem Haupt des Holofernes, auf der er vermutlich seine Geliebte Mazzafirra und deren Mutter porträtierte. Die Pose der Judith, ihr detailliert gearbeitetes Atlaskleid und der Kontrast zwischen den beiden Frauengesichtern ließen ihn seine feine, vom Helldunkel bestimmte Lichtführung und Farbgebung wirkungsvoll entfalten. Darüber hinaus wird jedoch auch in der Figurendarstellung und in der szenischen Anordnung – wie beispielsweise auf dem Bild Jupiter und Merkur – der Abstand zu den Manieristen, etwa zu Rosso Fiorentino deutlich.